# Вилхелм фон Рогендорф
Вилхелм фон Рогендорф (на немски: Wilhelm von Roggendorf; * 20 ноември 1481; † август 1541, Шаморин, Словакия на Дунав) е фрайхер на Рогендорф в Гунтерсдорф и Моленбург, и австрийски главен дворцов майстер.

## Живот
Той е син на фрайхер Каспар фон Рогендорф († 1506) и първата му съпруга Маргарета фон Вилдхауз († 1492), дъщеря на Еразмус фон Вилдхауз и Елизабет фон Ауершперг (* ок. 1402). Брат е на Волфганг фон Рогендорф († август 1540, в битка при Буда) и полубрат на Елизабет фон Рогендорф († 1550), омъжена на 18 юни 1502 г. за граф Николаус I фон Залм–Нойбург († 1530), защитник на императорската столица Виена против турската обсада през 1529 г.
Вилхелм започва през 1491 г. служба при Хабсбургите. От 1517 до 1520 г. той е щатхалтер на Фризия. През втората половина на 1520-те години е дворцов майстер на ерцхерцог Фердинанд I. Той командва тежката кавалерия при зет му Николаус I фон Залм–Нойбург (1459 – 1530) през турската обсада от 1529. Следващата година става главен дворцов майстер и един от най-влиятелните политици при крал Фердинанд I. През 1539 г. той напуска службата си, но скоро е направен на командир на войската, която е изпратена през 1541 г. да завладее Буда и Офен. Той е ранен, успява да избяга на остров Сют, но умира след няколко дена в Шаморин.
Вилхелм фон Рогендорф е погребан в Пьогщал.

## Фамилия
Вилхелм фон Рогендорф се жени на 17 септември 1505 г. за графиня Елизабет фон Йотинген († 31 март 1518, Антверпен), внучка на граф Вилхелм I фон Йотинген († 1467), дъщеря на граф Йохан II фон Йотинген (1457 – 1519) и Елизабет де Конде († 1526). Те имат две деца:
- Анна фон Рогендорф, омъжена 1530 г. за фрайхер Кристоф фон Айцинг (1501 – 1563)
- Кристоф фон Рогендорф (* 19 ноември 1510), женен ок. 1540 г. за графиня Елизабет фон Мансфелд-Фордерорт (* ок. 3 май 1516; † 26 март 1541), вдовица на херцог Фридрих Саксонски (1504 – 1539), дъщеря на граф Ернст II фон Мансфелд-Фордерорт (1479 – 1531) и графиня Доротея фон Золм-Лих (1493 – 1578)